# 嫁個老公過日子
《嫁個老公過日子》由上海美嘉影視文化發展有限公司、四川星空影視文化傳媒有限公司、齊魯電子音像出版社、陝西文化產業（影視）投資有限公司、西安壹洋商業營運管理有限公司聯合出品，陝西文化產業（影視）投資有限公司、西安電視劇版權交易中心、西安壹洋商業營運管理有限公司、江蘇省廣播電視總台、北京天成博瑞投資諮詢有限公司、北京三友鐳射科技有限公司聯合攝製，陳喬恩、張譯、蔡明領銜主演。2014年3月14日於台北正式開機，隨後轉戰北京拍攝，全劇於6月1日正式殺青。本劇於2015年7月13日江苏电视台城市频道首播，2016年8月3日於CCTV-8电视剧频道上星播出。

## 播出時間

### 首播
| 頻道               | 所在地 | 播映日期       | 播出時間                 |
| ------------------ | ------ | -------------- | ------------------------ |
| 江苏电视台城市频道 | 中国   | 2015年7月13日  | 每晚19：40               |
| CCTV-8电视剧频道   | 中国   | 2016年8月3日   |                          |
| 佳樂台             | 新加坡 | 2018年10月16日 | 星期一至五 21:10         |
| 愛爾達影劇台       | 臺灣   | 2018年11月19日 | 星期一至五 18:30 - 19:30 |
| 人間衛視           | 臺灣   | 2020年6月19日  | 星期一至五 22:00         |

## 故事大綱
甄好是一位家族餐饮老字号“兴远斋”的传承人，与来自台北的空姐陈佳玉擦出爱的火花并且闪婚，由此所发生一系列啼笑皆非的故事。

## 演員列表

### 領銜主演
| 演員   | 角色   | 介紹 | 登場集數 |
| 陳喬恩 | 陳佳玉 | 台灣台北人，甄好的妻子。原為空服員，後來變成全職主婦，先後也有在職場工作過。                                                                             | 全集     |
| 張譯   | 甄好   | 中國北京人，陳佳玉的丈夫。白領上班族，也是自家家業，興遠齋第十八代傳人。原本不願意接手家族事業，但後來因母親罹病，奮而打理家族事業，成立興遠齋餐飲集團。 | 全集     |
| 蔡明   | 劉慧榮 | 中國北京人，甄好、甄欣之母。興遠齋當家，是一個很疼兒女的母親；後因為患上小脑萎缩症，將當家之位傳給兒子甄好。李叔的老相好，厚偉毅的初恋情人。             | 全集     |

### 主演
| 演員   | 角色       | 介紹 | 登場集數 |
| 呂夏葳 | 甄欣       | 中國北京人，甄好姊姊，劉慧榮之女；職場菁英，在愛情婚姻上卻屢屢敗陣。雖然常常與弟弟鬧嘴，卻也是最一個疼弟弟的姊姊。                                       |          |
| 朱銳   | 宋小壯     | 中國北京人，甄好的青梅竹馬，劉慧榮的乾女兒。原本以為自己就是甄好的未婚妻，卻因陳佳玉的出現，吃了許多飛醋，但也是一個直率的女孩，後來成為陳佳玉的好朋友。 |          |
| 孟庭麗 | 陳佳玉母   | 陳佳玉的母親，反對陳佳玉和甄好在一起，台灣貴婦 |          |
| 謝園   | 李长生     | 李叔，興遠齋廚師，劉慧榮老相好 |          |
| 李又麟 | 陳佳玉父   | 陳佳玉的父親，家裡由老婆掌權，很少有發言權 |          |
| 陳正飛 | 曹樹峰     | 陳佳玉表哥，標準富二代，與甄欣歡喜冤家 |          |
| 王伯昭 | 厚偉毅     | 刘慧荣的初恋情人 |          |
| 孫亮   | 宋小壯父   | 砂鍋宋傳人，小莊爸爸，忠厚老實 |          |
| 杜麗麗 | 宋小壯母   | 小壯媽媽，小心眼勢利眼 |          |
| 劉科楠 | 光頭       | 與甄好和宋小壯一起長大的衚衕串子，一直喜歡宋小壯 |          |
| 趙中偉 | 甄好二叔   | |          |
| 李小輝 | 甄好大姑   | |          |
| 王琴   | 陳佳玉奶奶 | |          |
| 劉真佑 | 阮總       | |          |
| 王帥   | 邵小川     | |          |
| 孫祖君 | 梁頌       | |          |
| 王柯達 | 小馬       | |          |
| 鄭浚廷 | 陳佳玉小弟 | |          |
| 魏天賜 | 亮子       | 與甄好和宋小壯一起長大的衚衕串子，後甄好大婚作為伴郎 |          |

## 作品的變遷
| 新加坡 佳乐台 9:00 热播剧时段 星期一至五 21:00-22:00 | 新加坡 佳乐台 9:00 热播剧时段 星期一至五 21:00-22:00 | 新加坡 佳乐台 9:00 热播剧时段 星期一至五 21:00-22:00 |
| ---------------------------------------------------- | ---------------------------------------------------- | ---------------------------------------------------- |
|                                                      | 嫁過老公過日子 (2018年10月16日-12月14日)             |                                                      |
| 如果，愛 （2018年7月19日－2018年10月15日）           | 初戀的情人 （2018年12月17日－2019年2月21日）         |                                                      |

1. ↑  . 騰訊娛樂. 2014-04-01  [2014-04-10]. （原始内容存档于2019-05-29）.